# Poliçan
Poliçan (albánsky také Poliçani) je vnitrozemské město v jižní Albánii v kraji Berat a okrese Skrapar, 16 km jihovýchodně od krajského města Berat a 83 km jižně od Tirany. Západně od města protéká řeka Osum a východně se potom nachází horský masiv Tomorr. V roce 2011 Poliçan zde žilo 4 318 obyvatel.

## Historie
Město se začalo budovat v roce 1960 jako místo pro albánský zbrojní průmysl.
Zbrojovka v Poliçanu byla vybudována s finanční podporou z Číny a částečně umístěna v podzemních jeskyních. V továrně se vyráběla například albánská replika samopalu kalašnikov, a byla provozována státní společností s názvem MK Poliçan.
Město přitahovalo velké množství pracovních sil z celé země, a bylo uzavřené pro návštěvu cizinců. Informace o něm byly tajné a proto bylo občas označováno jako "město duchů". Stejně jako řada dalších měst tohoto typu, bylo i Poliçan navrženo na malé ploše, a jednotlivé obytné domy byly standardizované, ale nízké bloky. Továrna byla postavena na kopci nad městem a byla dokončena v roce 1966. Infrastruktura v městě byla základní, lokalita byla odlehlá. Město mělo však svůj dům kultury, který zahrnoval například kinosál. Město desítky let čelilo potížím s dodávkou pitné vody.
Po pádu komunistického režimu v roce 1991 začal zdejší zbrojní průmysl postupně upadat, což mělo za následek nárůst nezaměstnanosti. Areál byl postupně opuštěn a ponechán zubu času. V roce 2002 byl zde zřízen závod na likvidaci munice. V roce 2015 se k městu připojily okolní obce Tërpan (1716 obyvatel) a Vërtop (4919 obyvatel). V téže době byl také zrekonstruován místní dům kultury.
V březnu 2020 bylo v souvislosti s pandemií covidu-19 město uzavřeno lockdownem.
V roce 2022 byli u místního zbrojního závodu zadrženi čtyři čeští občané, kteří byli podezřelí z fotografování areálu.

## Ekonomika
Zemědělství v této oblasti se zaměřuje na pěstování pšenice, kukuřice, fazole a zeleniny. V okolní kopcovité krajině se pěstují také olivy, ořechy, fíky a vinná réva, která se zejména využívá při výrobě pálenky Grappa. Je zde i skleník s rozlohou 0,5 km².

## Doprava
Městem prochází silnice celostátního významu č. SH72 z Beratu do Çorovody. Železniční spojení se zbytkem Albánie město nemá.

## Osobnosti
- Alexandros Kouros (* 1993), fotbalista

## Galerie

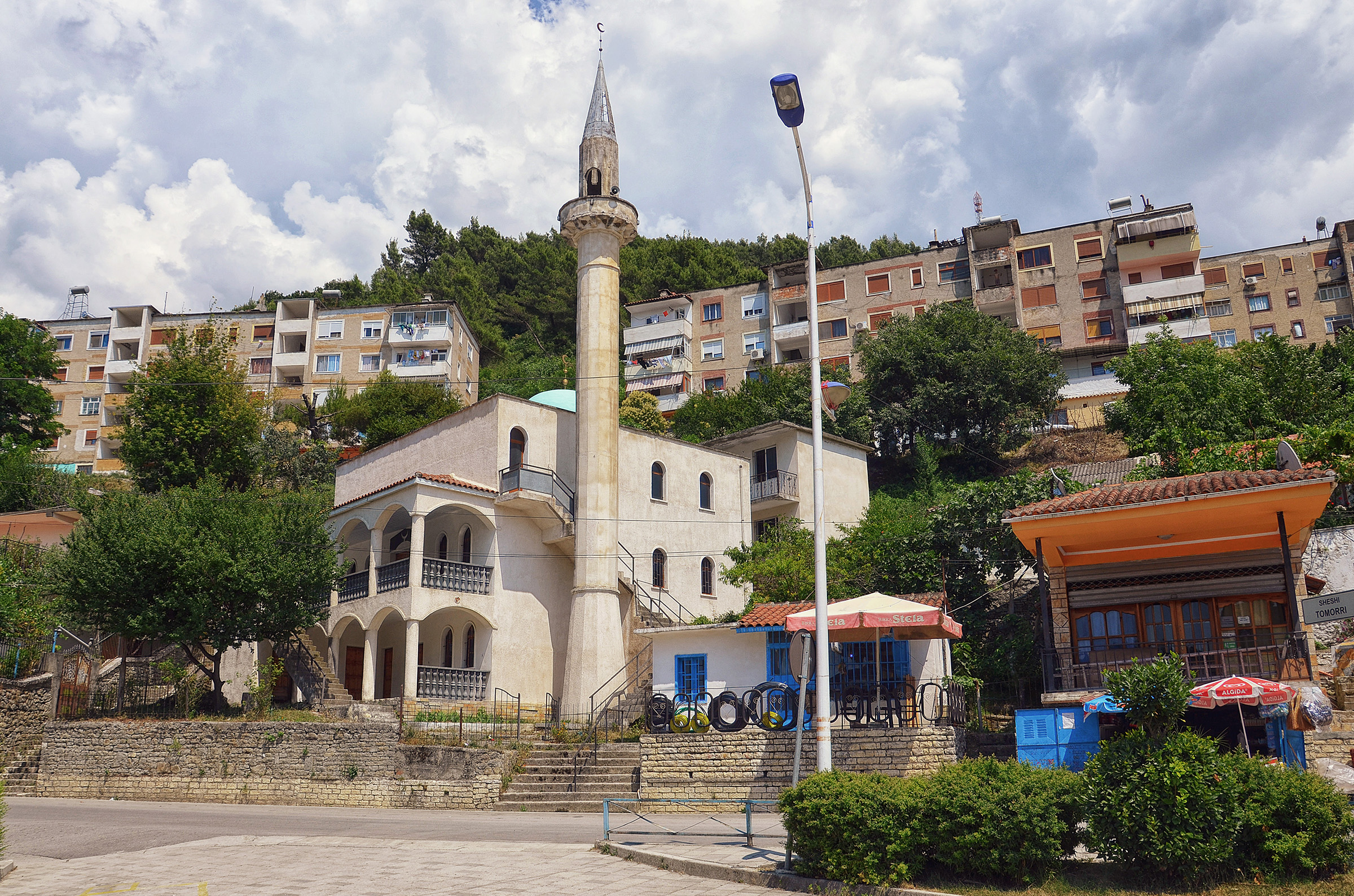
Mešita
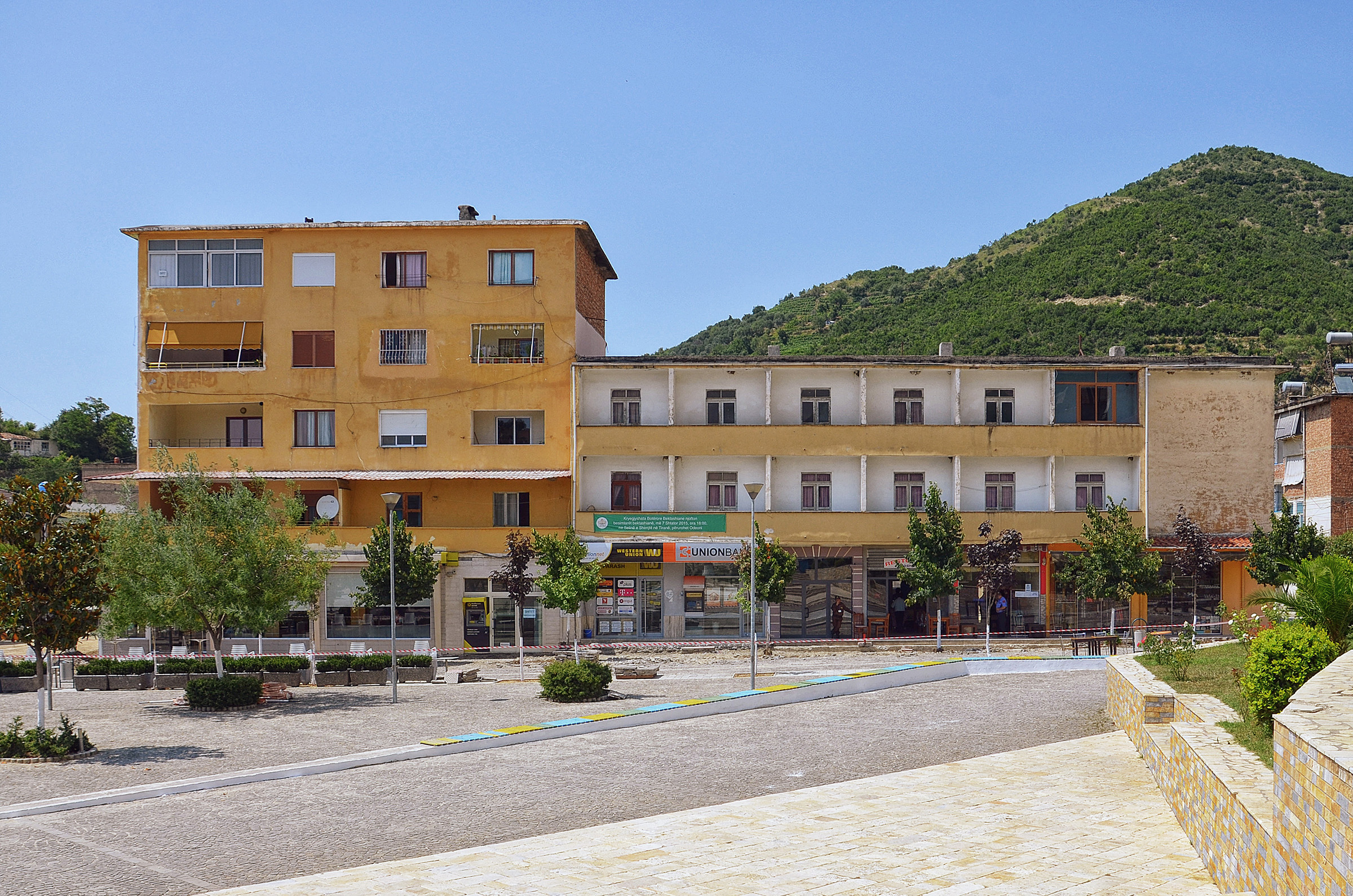
Hlavní náměstí
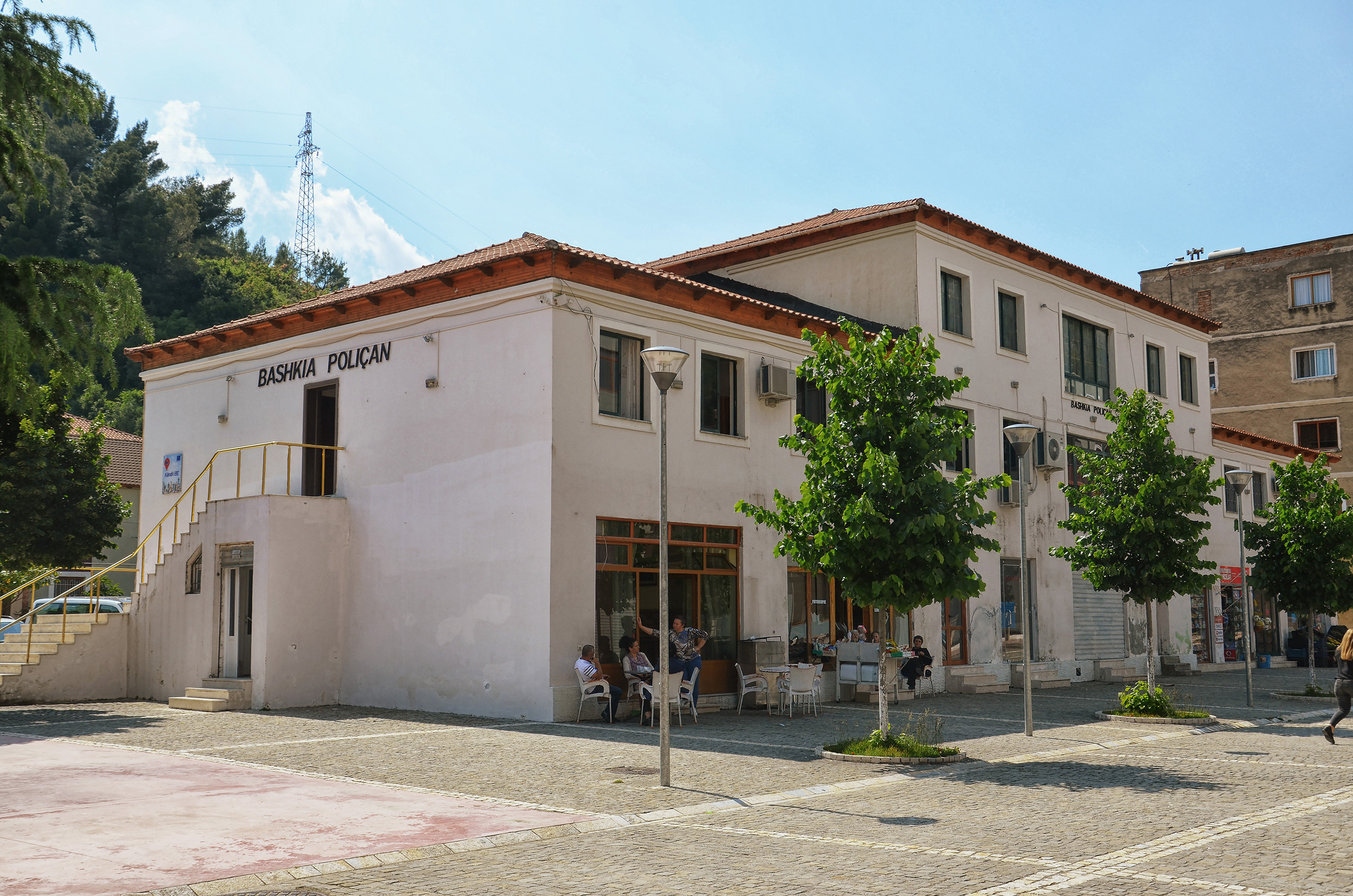
Radnice
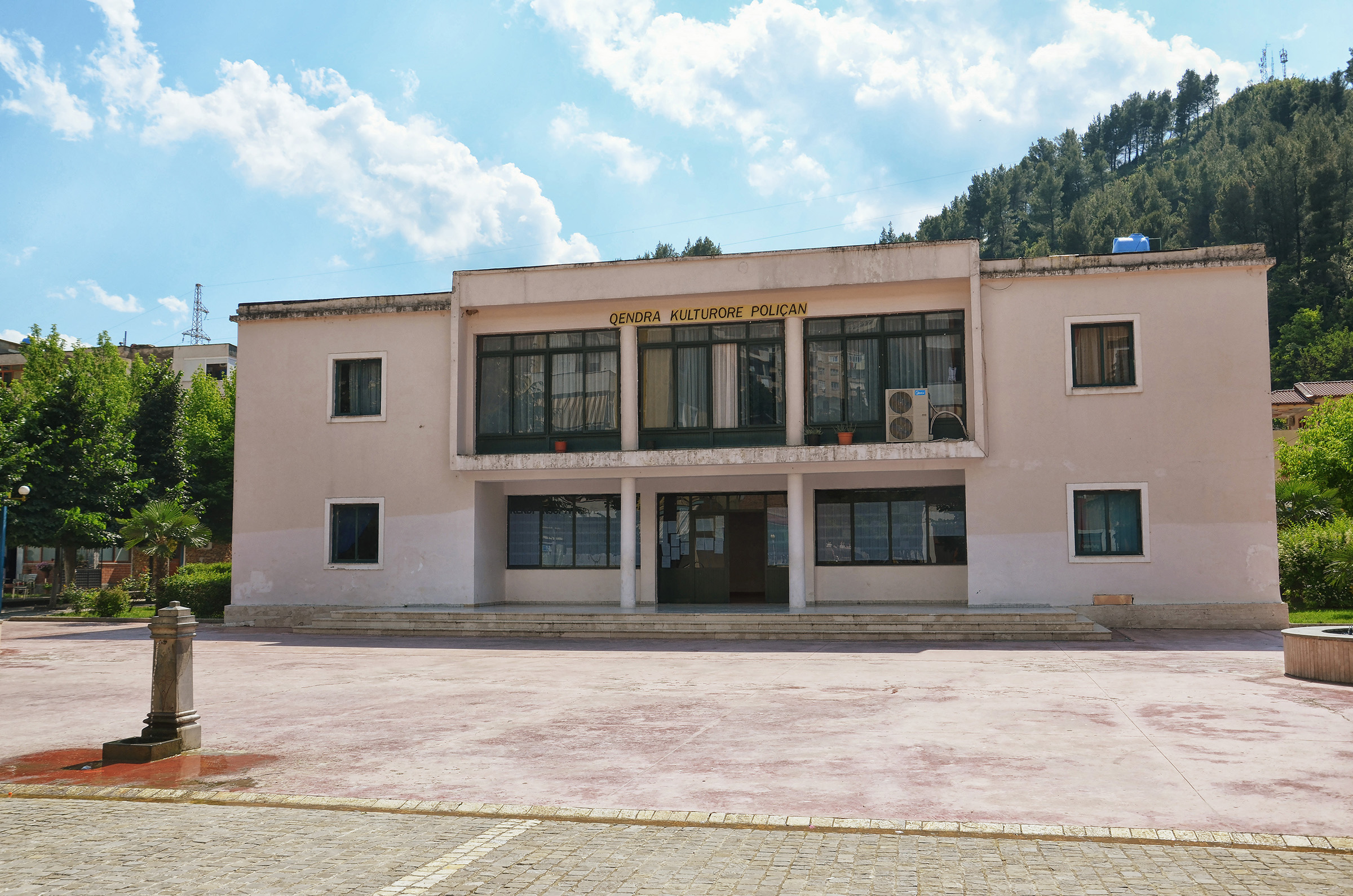
Kulturní centrum
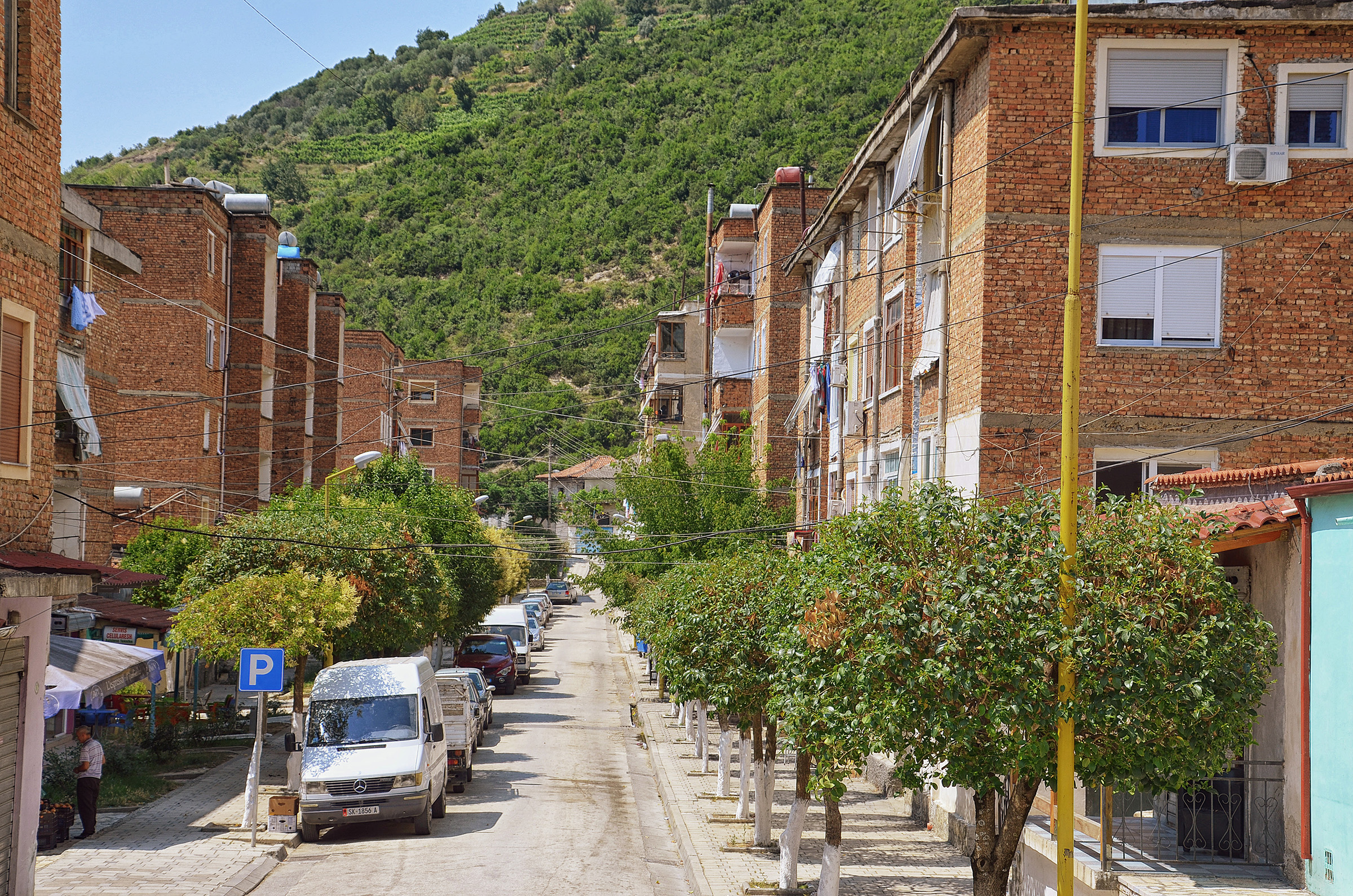
Bytové domy z komunistické éry